# Lomaptera hoyoisi
Lomaptera hoyoisi är en skalbaggsart som beskrevs av Rigout 1997. Lomaptera hoyoisi ingår i släktet Lomaptera och familjen Cetoniidae. Inga underarter finns listade i Catalogue of Life.

## Bildgalleri

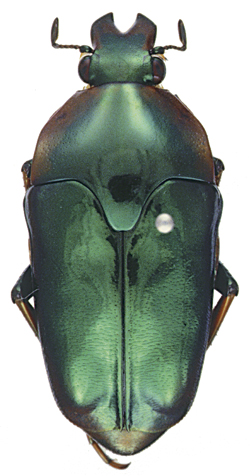